# Sérvia nos Jogos Olímpicos
A Sérvia participou pela primeira vez dos Jogos Olímpicos em 1912. Após 96 anos, a Sérvia retornou às Olimpíadas como um time independente nos Jogos Olímpicos de Verão de 2008. De 1920 até os Jogos Olímpicos de Inverno de 1992 atletas sérvios participaram como parte da Iugoslávia. Nos Jogos Olímpicos de 1992 eles figuraram como Participantes Olímpicos Independentes já que sua nação estava sob as sanções das Nações Unidas, a continuação das sanções significou a ausência de atletas sérvios nos Jogos Olímpicos de Inverno de 1994.  Dos Jogos de 1996 aos Jogos Olímpicos de Inverno de 2006 eles participaram como parte da Sérvia e Montenegro.
Para ilustrar, considere o exemplo da atiradora medalhista de ouro de 1988 e seis vezes participante dos Jogos Jasna Šekarić, o único atleta a competir sob as bandeiras de Iugoslávia em 1988 e Sérvia em 2008. Sua carreira olímpica de 20 anos significa que ela também competiu como participante independente em 1992 e sob a bandeira da Sérvia e Montenegro de 1996 a 2004. Ela deve ter sido a única esportista olímpica a competir sob 4 diferentes bandeiras sem mudar de nacionalidade.

## Lista de Medalhistas
| Medalha           | Nome | Jogos       | Esporte       | Evento                                                         |
| ----------------- | --- | ----------- | ------------- | -------------------------------------------------------------- |
| Medalha de prata  | Milorad Čavić | 2008 Pequim | Natação       | 100m borboleta Masculino                                       |
| Medalha de bronze | Novak Đoković | 2008 Pequim | Tênis         | Tênis nos Jogos Olímpicos de Verão de 2008 - Simples masculino |
| Medalha de bronze | Time Nacional de Polo Aquático da Sérvia Aleksandar Ćirić, Filip Filipović, Živko Gocić, Branko Peković, Duško Pijetlović, Andrija Prlainović, Nikola Rađen, Aleksandar Šapić, Dejan Savić, Denis Šefik, Slobodan Soro, Vanja Udovičić, Vladimir Vujasinović | 2008 Pequim | Polo Aquático | Competição Masculina                                           |